# Verklettung
Unter Verkletten von Teppichboden versteht man das Verlegen nach dem Prinzip des Klettverschlusses.
Diese Verlegemethode ist verwandt mit dem Verspannen. 

## Vollflächiges Verkletten
Dabei wird im Objektbereich (nach DIN und VOB) eine Klettfolie vollflächig auf den verlegereifen Untergrund aufgebracht und der Belag mit einem Spezialrücken direkt auf das Klettband aufgeklettet. Diese Methode wurde von Vorwerk entwickelt.

## Verklettverspannung
Im Wohnbereich wird ein selbstklebendes Klettband von ca. 8 cm Breite im Randbereich umlaufend aufgeklebt. Mittels eines speziellen Spanngerätes mit begrenzter Zugkraft wird der Bodenbelag auf das Klettband gespannt und aufgebracht.

## Klebefolie statt Klettfolie
Ähnlich arbeitet ein weiteres Trockensystem zum Befestigen von Bodenbelägen. Auf dem verlegereifen Untergrund wird mit vollflächig aufgebrachtem Klebeband (z. B. der Marke Siga) verklebt.
Dieses Band mit einer Breite von ca. 75 cm ist eine perforierte Trägerfolie mit beidseitig aufgebrachten Klebesystemen. Die Unterseite hat eine geringere Klebekraft gegenüber der Oberseite, um beim Herausnehmen des Belages das Klebematerial am Boden zu halten und das Klebeband rückstandsfrei vom Untergrund zu lösen. Dieses System ist z. B. in Mietwohnungen sehr zu empfehlen, da feuchtgeklebte Bodenbeläge häufig sehr fest sind und sich fast nie rückstands- und beschädigungsfrei vom Untergrund lösen lassen.